# Axenstar
Gli Axenstar (in precedenza chiamati "Powerage") sono una band power metal di Västerås, Svezia, fondata nel 1999 da Peter Johansson e Magnus Ek.
Il loro quarto album, The Final Requiem, è stato pubblicato il 28 agosto 2006. Successivamente hanno pubblicato "Aftermath" nel 2011 e "Where Dreams Are Forgotten" nel 2014.
Attualmente hanno firmato per l'etichetta discografica German Rock It Up Records.

## Storia
Gli Axenstar furono fondati da Peter Johansson (chitarra) e Magnus Ek (basso) nel 1998. A quel tempo la band era una metal-cover band e il suo nome era "Powerage".
Dopo molti cambi di line up, la band assunse il nome di "Axenstar". I suoi membri erano: Magnus Eriksson (voce e tastiere), Thomas Eriksson (chitarra), Peter Johansson (chitarra), Magnus Ek (basso) and Pontus Jansson (batteria)
Nell'ottobre del 2002 gli Axenstar pubblicarono il loro primo album, Perpetual Twilight per l'etichetta spagnola Arise Records.
Il loro secondo album, Far from Heaven fu registrato nel maggio del 2003 e dopo circa una settimana dopo la fine delle registrazioni, la band suonò allo Sweden Rock Festival, che costituì una grande esperienza per la band.
Nel gennaio del 2004 ebbero l'opportunità di realizzare il loro primo tour europeo come opener per i Falconer.
Il loro terzo album, The Inquisition uscì nel 2005, ma nello stesso anno Peter Johannson e Thomas Eriksson lasciarono la band.
Dopo il terzo album il contratto con la loro etichetta finì e la band cominciò a cercare un nuovo contratto, unendosi a Joakim Jonsson (Psychopunch, Skyfire, Mist of Avalon), chitarra solista.
Nell'autunno del 2005 firmarono un contratto con l'etichetta tedesca Massacre Records e nell'estate del 2006 uscì il loro quarto album, The Final Requiem. A causa di molti cambi avvenuti dopo l'uscita del quarto album, Magnus Ek e Pontus Jansson lasciarono la band. Il batterista Thomas Ohlsson e il bassista Henrik Sedell fecero parte della band per circa un anno.
Nel 2008 Magnus Ek e Joakim Jonsson hanno registrato un nuovo album (ancora senza titolo) e nel dicembre del 2008 Adam Lindberg (Intrive), si è unito al gruppo. Pochi mesi dopo Jens Klovegård (Liquid Suicide) ha fatto lo stesso.
Nel giugno del 2010 gli Axenstar firmano con la casa discografica German Rock It Up Records per registrare il loro quinto album, Aftermath poi pubblicato il 7 gennaio 2011.

## Formazione

### Formazione attuale
- Magnus Winterwild - voce, basso e tastiere
- Joakim Johnsson - chitarra
- Jens Klovegård  - chitarra
- Adam Lindberg - batteria

### Ex componenti
- Mr. Eddie - voce (1998 - 1999)
- Johan Burman - batteria (1998 - 1999)
- Magnus Söderman - chitarra (1998 - 1999)
- Thomas Eriksson - chitarra (1999 - 2005)
- Peter Johansson - chitarra (1998 - 2005)
- Magnus Ek - basso (1999 - 2006)
- Pontus Jansson - batteria  (1999 - 2006)
- Brute Hanson - voce (1999–2005)
- Thomas Ohlsson - batteria (2006 - 2008)
- Henrik Sedell - basso (2006 - 2008)

## Discografia
- 2002 -  Perpetual Twilight
- 2003 -  Far from Heaven
- 2005 -  The Inquisition
- 2006 -  The Final Requiem
- 2011 -  Aftermath
- 2014 -  Where Dreams Are Forgotten
- 2019 -  End Of All Hope

Apparizioni in compilation
- 2003 -  Keepers of Jericho: A Tribute to Helloween, Pt. II[4]